# Solariorbis arnoldi
Solariorbis arnoldi är en snäckart som beskrevs av Bartsch 1927. Solariorbis arnoldi ingår i släktet Solariorbis och familjen Vitrinellidae. Inga underarter finns listade i Catalogue of Life.